# Centraal zenuwstelsel
Het centrale zenuwstelsel (CZS) van gewervelden omvat de hersenen en het ruggenmerg. Het is het deel van het zenuwstelsel dat een benig omhulsel heeft. Het andere deel is het perifere zenuwstelsel (PZS). Net als andere orgaanstelsels is het CZS opgebouwd uit cellen, om precies te zijn uit zenuwcellen en gliacellen. Wat betreft het aantal cellen vormt het CZS, vergeleken met het PZS, het grootste deel van het zenuwstelsel.

## Ontwikkeling van het CZS
Tijdens de embryonale ontwikkeling ontstaat het CZS als een buisvormige structuur, de neurale buis (tubus neuralis). Hieruit ontstaan de drie primaire hersenblaasjes: de voorhersenen, de middenhersenen en de oude achterhersenen. Uit de voorhersenen ontstaan vervolgens de eindhersenen en de tussenhersenen. De middenhersenen blijven in de ontwikkeling als zodanig bestaan. Uit de oude achterhersenen ontstaan de achterhersenen en het verlengde merg.

## Indeling van het CZS
Het CZS is als volgt in te delen:
1. Het ruggenmerg; het meest caudale deel van het CZS. Het ruggenmerg ontvangt en verwerkt sensorische informatie afkomstig van de huid, de gewrichten en de spieren van de ledematen en het torso (i.e. de borst, rug en buik) en stuurt de bewegingen van de ledematen en het torso aan.
2. Het verlengde merg; ligt direct boven het ruggenmerg en bevat verschillende centra die verantwoordelijk zijn voor vitale autonome functies.
3. De pons; ligt boven het verlengde merg en stuurt informatie betreffende beweging door van de cerebrale hemisferen naar het cerebellum
4. Het cerebellum; ligt achter de pons en moduleert de kracht en het bereik van bewegingen. Het cerebellum is betrokken bij het leren van motorische vaardigheden.
5. De middenhersenen; bevinden zich rostraal aan de pons en reguleren vele sensorische en motorische functies.
6. Het diëncephalon; ligt rostraal aan de middenhersenen en bevat twee structuren:
  1. De thalamus; verwerkt de meeste informatie die de cerebrale hemisferen binnenkomt uit de rest van het zenuwstelsel.
  2. De hypothalamus; reguleert autonome, endocriene en viscerale functies.
7. De grotehersenhelften; bestaat uit een sterk gerimpelde buitenlaag - de cortex cerebri - en drie dieper gelegen structuren: de basale ganglia, de hippocampus en de amygdala.[1]

| Ruggenmerg |                     |                |                                                                                      |
| Hersenen   | Oude achterhersenen | Myelencephalon | Verlengde merg                                                                       |
| Hersenen   | Oude achterhersenen | Achterhersenen | Pons, Kleine hersenen, Vierde ventrikel                                              |
| Hersenen   | Middenhersenen      | Middenhersenen | Vierheuvelenplaat, Crus cerebri, Pretectum, Aquaduct van Sylvius                     |
| Hersenen   | Voorhersenen        | Tussenhersenen | Epithalamus, Thalamus, Hypothalamus, Subthalamus, Hypofyse, Epifyse, Derde ventrikel |
| Hersenen   | Voorhersenen        | Eindhersenen   | Basale ganglia, Rhinencephalon, Amygdala, Hippocampus, Neocortex, Zijventrikels      |

De hersenstam (Latijn: truncus cerebri) is de anatomische benaming voor het gedeelte van het CZS dat de voorhersenen met de kleine hersenen en het ruggenmerg verbindt. De hersenstam bestaat uit het verlengde merg, de pons en de middenhersenen.